# Ariake Arena
 (novembre 2023).
Si vous disposez d'ouvrages ou d'articles de référence ou si vous connaissez des sites web de qualité traitant du thème abordé ici, merci de compléter l'article en donnant les références utiles à sa vérifiabilité et en les liant à la section « Notes et références ».
Ariake Arena (有明アリーナ, Ariake arīna) est un nouveau stade couvert permanent construit pour les Jeux olympiques de 2020. Cette aréna est située dans la zone de la baie de Tokyo. Sa construction est achevée en décembre 2019.
Le budget de construction est de 320 millions de dollars. Sa capacité est de 12 000 personnes.
Pendant les Jeux olympiques de 2020, elle accueille la compétition de volley-ball puis pour les jeux paralympiques la compétition de basket-ball en fauteuil.
La nouvelle structure en forme de pavillon est surmontée d'un toit convexe ressemblant à la crête inversée d'une vague. Après les jeux, il sera converti en un gymnase public.